# リカルド・フェッリ
リカルド・フェッリ（Riccardo Ferri, 1963年8月20日 - ）は、イタリア・クレーマ出身の元サッカー選手。元イタリア代表。現役時代のポジションはディフェンダー、ピエトロ・ヴィエルコウッドと並んで、長らくの間、強靭なイタリア人ストッパーの象徴的選手で、マンツーマンのスペシャリストであった。時折直接FKから強烈なシュートを放った。

## クラブ経歴
インテルの下部組織生え抜きの選手で、1994年にワルテル・ゼンガと共にサンプドリアに放出されるまで、13シーズンもの間、インテルでプレーした。インテルでは、ゼンガ、ベルゴミと共に強固なDFラインを形成し、チームを支え、公式戦463試合に出場した。
ある日、スカウトの目に留まり、インテルのトライアアウトを受けて合格した。この時、約500人の少年たちがトライアアウトを受けたが、この中にジュゼッペ・ベルゴミも居た。インテルのユース入団当時は、右ウイングのポジションを務めていたが、中盤にコンバートされ、更にディフェンダーへとコンバートされた。1981-82シーズン、1981年10月11日にチェゼーナとの対戦でセリエAの舞台にデビューした。1983-84シーズンにレギュラーの座を掴んだ。1986-87シーズン、ジョバンニ・トラパットーニが監督に就任すると、ストッパーとして相手FWをマンマークする役割を与えられ、イタリア国内のみならず、世界でも最高のストッパーとさえ言われるようになった。1988-89シーズン、リーグ戦での総失点は僅か19失点、このシーズンのセリエA制覇に貢献した。1990年のワールドカップ後には、ユヴェントスから、インテルよりも30パーセント増のサラリーでオファーを受けたが、残留を選択した。1990-91シーズン、UEFAカップ優勝に貢献した。1993-94シーズン、怪我によりパフォーマンスが低下、アントニオ・パガニンが代わりに出場することも多くなった。シーズン後半、ジャンピエロ・マリーニが新監督に就任すると、フェッリを先発で起用しようとしたが、怪我もあり、チームに十分な貢献が出来ないから他の選手を先発で起用して欲しいと、フェッリ自ら申し出た。UEFAカップ決勝では後半67分から出場、優勝を果たした。シーズン終了後、チームから放出された。
1994-95シーズン、サンプドリアに加入、引退まで2シーズンプレーした。
引退後は、インテルのユースチームを指導したこともあった。

## 代表経歴
イタリア代表では、1984年にはロス五輪に出場して4位。1986年にU-21イタリア代表としてUEFA U-21欧州選手権準優勝に貢献。
イタリア代表では同年12月6日のマルタ戦で代表デビューを飾ると、ロベルト・ドナドーニのFKから代表初得点も記録した。1988年のUEFA欧州選手権1988やワールドカップ・イタリア大会では中心選手の一人としてプレーした。アリゴ・サッキが監督に就任して以降も代表には選出されたが、1992年6月6日のアメリカ戦が代表最後の試合となった。

## その他
セリエAでは、8つのオウンゴールを記録、フランコ・バレージと並んでセリエA歴代最多オウンゴールを記録している。ただし、フェッリは326試合で記録したもので、バレージは532試合で記録したものである。

## 個人成績

### 代表での成績
出典
| イタリア代表 | 国際Aマッチ | 国際Aマッチ |
| 年           | 出場        | 得点        |
| ------------ | ----------- | ----------- |
| 1986         | 1           | 1           |
| 1987         | 8           | 0           |
| 1988         | 11          | 2           |
| 1989         | 9           | 1           |
| 1990         | 10          | 0           |
| 1991         | 3           | 0           |
| 1992         | 3           | 0           |
| 通算         | 45          | 4           |